# Aaron Burr
Aaron Burr Jr., född 6 februari 1756 i Newark, New Jersey, död 14 september 1836 på Staten Island i New York, var en amerikansk politiker och dotterson till Jonathan Edwards, demokrat-republikan som var den 3:e vicepresidenten i USA, från 1801 till 1805. Under det amerikanska frihetskriget var han överstelöjtnant i USA:s armé. Innan han blev vicepresident under Thomas Jefferson var han distriktsåklagare i New York.

## Duellen
Burrs liv tog en dramatisk vändning efter det att han i Weehawken i New Jersey 11 juli 1804 utkämpat en duell med Alexander Hamilton, vilken avled efter att ha träffats av skottet från Burrs pistol. Burr anklagades för mord, men åtal kom aldrig att väckas. Burr rannsakades för högförräderi 1807, då president Jefferson anklagade honom för att ha velat avskilja de västra delarna av USA till ett eget land (den så kallade Burr-konspirationen). Han frikändes, men fanns skyldig till att ha stämplat för att starta krig med Spanien för att erövra Mexiko.
Efter högförräderirättegången förde Burr kringflackande liv i Europa under några år, bland annat vistades han en tid i Sverige. Han kom tillbaka till USA och slutade sitt liv som advokat i New York.

## Litterär gestaltning
Aaron Burr är den eponyme hjälten i Gore Vidals roman Burr 1973 (på svenska som Duellen 1975), som ifrågasätter den traditionella tolkningen av Burr som mördare och förrädare.